# Chambers Street (métro de New York)
Pour les articles homonymes, voir Chambers Street.
96th Street est une station souterraine express du métro de New York située dans le Financial District au sud de Manhattan. Elle est située sur l'une des lignes (au sens de tronçons du réseau) principales, l'IRT Broadway-Seventh Avenue Line (métros rouges), issue du réseau de l'ancienne Interborough Rapid Transit Company (IRT). Sur la base des chiffres 2012, la station était la 64e plus fréquentée du réseau.
Au total les trois services de la ligne y circulent :
- les métros 1 et 2 y transitent 24/7 ;
- les métros 3 y circulent tout le temps sauf la nuit (late nights).

## À proximité
- World Trade Center
- Stuyvesant High School
- World Financial Center (Brookfield Place)